# Agapetus pinatus
Agapetus pinatus là một loài Trichoptera trong họ Glossosomatidae. Chúng phân bố ở miền Tân bắc.